# Woordstructuur
Woordstructuur is een aanduiding voor het geheel aan regels die woorden in een bepaalde taal of in taal in het algemeen volgen. Die regels bepalen de manier waarop betekenisdragende klanken (fonemen) kunnen worden gegroepeerd tot betekenisdragende woorddelen (morfemen) en de manier waarop die weer kunnen worden gecombineerd tot woorden.
De takken van de taalkunde waarbinnen woordstructuur wordt bestudeerd, zijn de fonologie en de morfologie.